# Chō gekijō-ban Keroro gunsō tanjō! Kyūkyoku Keroro kiseki no jikūjima de arimasu!!
Chō gekijō-ban Keroro gunsō tanjō! Kyūkyoku Keroro kiseki no jikūjima de arimasu!! (超劇場版ケロロ軍曹 誕生!究極ケロロ 奇跡の時空島であります!!? lett. "Il sergente Keroro, super versione cinematografica: La creazione! Ultimate Keroro - L'isola dello spazio-tempo dei miracoli, signorsì!") è un film del 2010 diretto da Susumu Yamaguchi. È il quinto film della serie Keroro creato da Mine Yoshizaki.

## Trama
Quando Alisa Southerncross dona a Fuyuki una piccola statua Moai, proveniente dall'isola di Pasqua, il ragazzo, incuriosito dalla somiglianza della statua di Keroro, decidere di riportare la statuetta, nel suo posto d'origine, e chiederà aiuto a Keroro, che accetterà di aiutarlo.
Purtroppo però, mentre erano in viaggio, una misteriosa energia li dividerà; la stessa energia sarà percepita dal Plotone di Keroro. È una coincidenza oppure centrerà qualcosa la misteriosa statua simile al sergente?
Riusciranno Fuyuki e Keroro a riunirsi e risolvere questo mistero nel Pacifico?